# Kogi (stan)
Kogi – stan w centralnej części Nigerii.
Kogi sąsiaduje z Federalnym Terytorium Stołecznym – Abudża oraz ze stanami Anambra, Enugu, Benue, Nassarawa, Niger, Kwara, Ekiti i Ondo. Jego stolicą jest Lokoja. Powstał w 1991 z części stanów Benue i Kwara.
Na terenie stanu bogate złoża surowców: żelaza, ropy i cyny.

## Podział administracyjny
W skład Kogi wchodzi 21 lokalnych obszarów administracyjnych:
| - Adavi - Ajaokuta - Ankpa - Bassa - Dekina - Ibaji - Idah | - Igalamela-Odolu - Ijumu - Kabba/Bunu - Kogi - Lokoja - Mopa-Muro - Ofu | - Ogori/Magongo - Okehi - Okene - Olamaboro - Omala - Yagba East - Yagba West |

## Geografia

### Sąsiednie stany
- Federalne Terytorium Stołeczne – na północy
- Nassarawa – na północnym wschodzie
- Benue – na wschodzie
- Enugu – w południowym wschodzie
- Anambra – na południu
- Edo – na południowym zachodzie
- Ondo – na zachodzie
- Ekiti – na zachodzie
- Kwara – na północnym zachodzie
- Niger – na północy